# بابلو غونزاليس (لاعب كرة قدم)
بابلو غونزاليس (بالإسبانية: Pablo González)‏ (3 يوليو 1995 بمونتفيدو في الأوروغواي - ) هو لاعب كرة قدم أوروغواني في مركز الوسط. لعب مع ريفر بليت.

## وصلات خارجية
- بابلو غونزاليس على موقع قاعدة بيانات كرة القدم.إي يو (الإنجليزية)
- بابلو غونزاليس على موقع Soccerway.com (الإنجليزية)